# Överkalix (commune)
La commune d'Överkalix est une commune de Suède dans le comté de Norrbotten. 3315 personnes y vivent. Son siège se situe à Överkalix.

## Géographie

### Situation
La municipalité d'Överkalix est située le long de la rivière Kalixälven, qui coule vers le sud. La nature pittoresque non modifiée le long de la rivière attire chaque année des touristes et des pêcheurs. Dans la municipalité, on trouve également deux des plus puissantes chutes d'eau de la rivière, Jockfall (chute de 9 mètres) et Linafall (chute de 16 mètres).
En continuant vers le nord le long de la rivière Kalix, on trouve les mines de fer. En allant vers le sud, en direction de la côte, on trouve des villes plus importantes, la plus proche étant Luleå, située à une centaine de kilomètres au sud. Les transports sont fiables grâce à la Route européenne 10.
La région contient par ailleurs beaucoup de forêts de conifères.

### Localités principales
La municipalité d'Överkalix compte quatre localités principales:
- Överkalix
- Svartbyn
- Tallvik
- Vännäsberget

## Histoire
En 1870, une partie de l'ancienne municipalité d'Överkalix en a été détachée, formant une municipalité appelée Korpilombolo (aujourd'hui dans la municipalité de Pajala). La municipalité d'Överkalix n'a pas été affectée par les deux réformes de subdivision du 20e siècle. 

## Héraldique
Le blason a été conçu en 1944 et est basé sur les armoiries de la paroisse. Sa signification exacte n'est pas connue, mais de nombreuses armoiries du nord de la Suède représentent des ours, des rennes ou d'autres animaux. 

## Économie
La municipalité elle-même est le plus grand employeur avec environ 430 employés. Suit Isolamin AB, une entreprise de fabrication d'éléments de murs, de plafonds et de sols, qui emploie 110 personnes. Les autres secteurs importants sont les:
- Entreprises de services, 150 employés
- Sociétés forestières et foncières, 45 employés
- Entreprises de camions et d'autobus, 35 employés
- Entreprises manufacturières, 20 employés

Traditionnellement, l'industrie était dominée par les industries forestières, mais cela a diminué depuis les années 1960. On estime que le secteur des services continuera à se développer et à être le secteur dominant un jour. Beaucoup de ces entreprises sont dans le domaine de l'informatique et des télécommunications.

## Langues
Le dialecte suédois local est connu sous le nom de Överkalixmål, la langue d'Överkalix.
Le finnois (ou meänkieli) et le same de Lule sont historiquement aussi parlés dans la commune.

## Personnalités liées à la commune
- Lotta Engberg (1963-) : chanteuse et musicienne née à Överkalix ;
- Anna Vikman (1981-) : joueuse de hockey sur glace née à Överkalix.